# アラン・リピエッツ

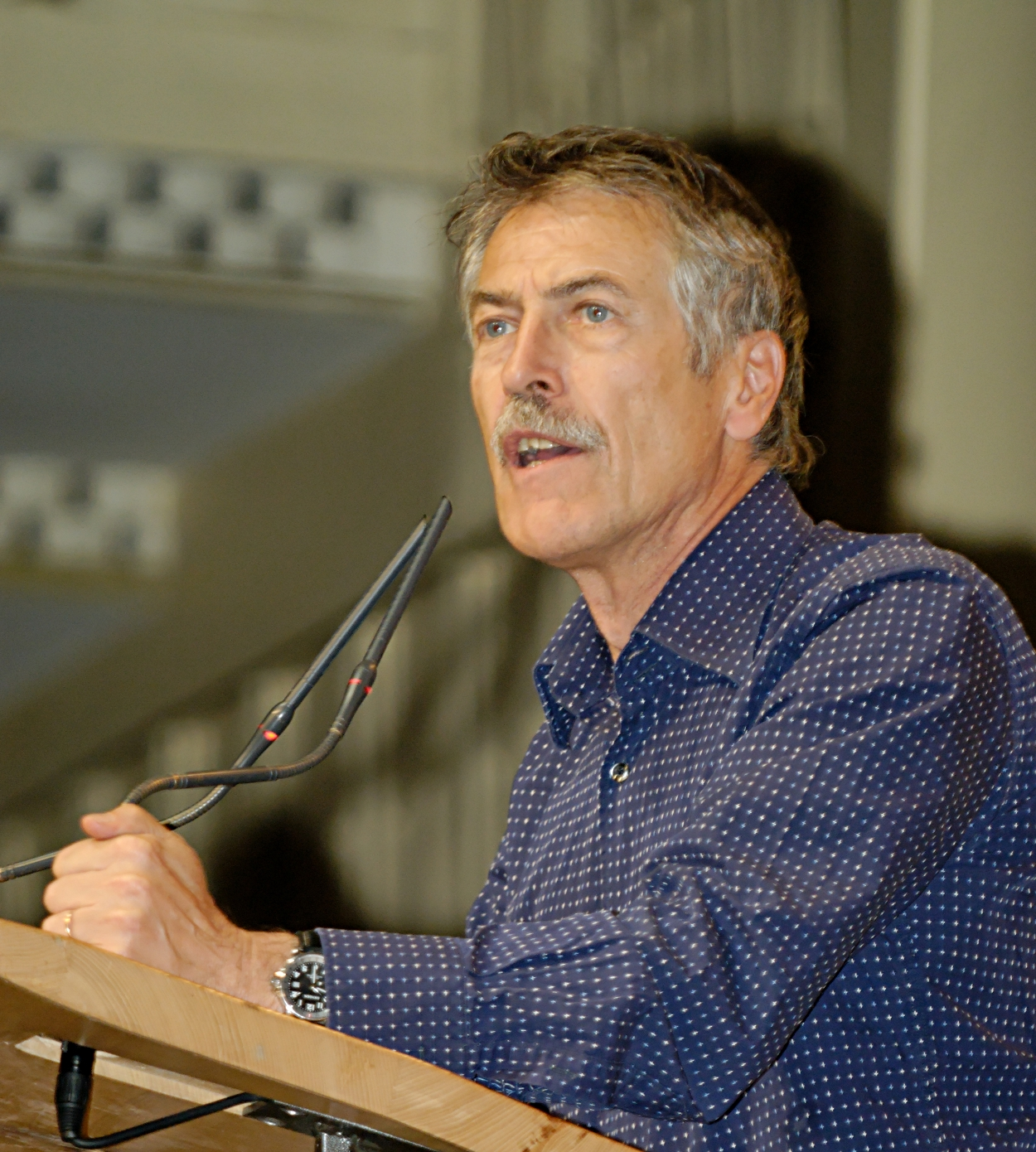
2007年フランス大統領選挙党公認候補のドミニク・ヴォワネを支持する集会で演説するアラン・リピエッツ

アラン・リピエッツ（Alain Lipietz、本名、アラン・ギー・リピエッツ、Alain Guy Lipiec、1947年9月19日 - ）は、フランスの技師、環境保護運動家、政治家、経済学者。緑の党の創設者のひとり。
シャラントン＝ル＝ポンで生まれた。父は自由都市ダンツィヒ生まれで1920年代にフランスに移住したユダヤ系ポーランド人である。1966年エコール・ポリテクニークを卒業。1971年École nationale des ponts et chausséesを卒業、1972年経済学で修士号を取得している。1971年交通研究所 Institut de recherche des transports研究員。1973年経済予想・応用数学組織計画センターCentre d'études prospectives d'économie - Mathématiques appliquées à la planification  研究員。1988年フランス国立科学研究センター（CNRS、Centre national de la recherche scientifique）上級研究員を歴任する。1988年にはフランス土木公団Corps des Ponts主任技師となる。
政治的には、リピエッツは、毛沢東主義者（マオイスト）として出発した。その後、緑の党に参加し、1986年国民議会（下院）選挙では、セーヌ＝サン＝ドニ県から立候補した。1997年緑の党のスポークスマン（実質的には党首）に就任した。1999年欧州議会議員に当選した。緑の党経済委員会顧問、持続的発展委員会委員、フランス大学設立評議会評議員などを務めた。
2001年6月21日2002年フランス大統領選挙の緑の党公認候補に立候補し、予備選挙では50パーセントの支持を得て、対立候補であったノエル・マメールを下した。しかし、同年夏、リピエッツは、コルシカ独立派、分離主義者が爆弾テロを企てたことに対して同情的な発言をしたことや、1999年の事故で39人の死者を出したことから閉鎖されていたモンブランのトンネルを再開するかの是非をめぐる発言などからリピエッツの支持率は急速に低落傾向を示した。緑の党の支持率も7パーセントから5パーセントに低下した。結局、10月14日、緑の党はこれ以上の支持率低落を恐れ、大統領候補をリピエッツからマメールに差し替えた。
2006年フランス国鉄が第二次世界大戦中、ドイツ軍に協力してドランシー収容所にユダヤ人を移送したことで裁判を起こし勝訴している（父ジョルジュ・リピエッツはユダヤ系であることを理由にトゥールーズで身柄を拘束された。列車でドランシー収容所へ送られたのち、1944年に収容所が連合国に解放されたため生還した）。

## 主な著作
- Vert-espérance. Le futur de l'écologie politique,(1985)
- Bagdad, Rio: le XXIè siècle est commencé,(1984)
- 邦訳『政治的エコロジーとは何か ～フランス緑の党の政治思想』緑風出版、翻訳：若森文子、2000年 ISBN 4-8461-0019-7
- 邦訳『緑の希望―政治的エコロジーの構想』社会評論社、翻訳：若森文子,若森章孝、1994年 ISBN 978-4-7845-0349-0
- 『レギュラシオンの社会理論』青木書店、監訳：若森章孝、翻訳：若森文子、2002年 ISBN 4-2502-0237-2
  - La Théorie sociale de la régulation (en japonais)